# Winx Club - Il segreto del regno perduto
Winx Club - Il segreto del regno perduto è un film d'animazione in CGI del 2007 diretto da Iginio Straffi. È il primo lungometraggio tratto dal cartone animato Winx Club ed è ambientato dopo la terza stagione. È stato distribuito nelle sale italiane il 30 novembre 2007.
Nel 2010, il film ha avuto un sequel, Winx Club 3D - Magica avventura.

## Trama
Circa 18 anni prima dell'inizio della storia, un gruppo dei più grandi maghi, guerrieri, fate e streghe della Dimensione Magica, conosciuto come la Compagnia della Luce, lottò contro il male assoluto: le Tre Streghe Antenate. Nella battaglia finale, però, Oritel e Marion, i regnanti di Domino, scomparvero nel nulla assieme alle streghe. Ora il destino del regno perduto dovrà essere scritto da Bloom. La fanciulla, accompagnata dalle Winx, giunge nella fortezza di Hagen, il fabbro che forgiò la spada del sovrano di Domino, ma invano: il mago, infatti, non è in grado di dare alla fata informazioni su Oritel e Marion.
Ad Alfea, intanto, si sta celebrando il Giorno del Dono, in cui Aisha, Stella, Flora, Tecna e Musa ricevono il diploma e ciascuna di esse diviene la Fata Guardiana del proprio pianeta. Bloom, turbata per il fatto di non essere riuscita a diventare una fata completa, ritorna a Gardenia dai genitori adottivi, Mike e Vanessa. La fanciulla deve inoltre allontanarsi da Sky per un po' di tempo, per via dei doveri di lui in qualità di principe ereditario di Eraklyon. La notte precedente al giorno del proprio compleanno, Bloom sogna sua sorella Daphne che le chiede di recarsi su Domino, presso la Montagna del Roc, dove potrà leggere la sorte di Oritel e Marion nel Libro del Destino: prima di scomparire, però, la ninfa dona alla sorella minore la propria maschera con cui la ragazza potrà guardare Domino come era un tempo.
Ritrovatasi con l'innamorato, Bloom, accompagnata dalle amiche Winx e dagli Specialisti, che si erano recati da lei per una festa a sorpresa, parte per il regno perduto. I giovani eroi riescono nella missione e attraverso il fantasma dello scrivano Lord Bartleby apprendono che i sovrani di Domino, così come il resto del popolo, sono intrappolati nella Dimensione di Obsidian, insieme alle Tre Streghe Antenate. Lo scrivano, inoltre, rivela loro una profezia secondo cui il regno di Domino potrà essere riportato alla luce grazie alla spada di Oritel, che può essere impugnata soltanto da un re senza corona. Lockette recupera, all'interno dell'Albero della Vita, la chiave in grado di aprire il portale magico per Obsidian. Nella tetra dimensione, Winx e Specialisti affrontano la perfida Mandragora, sottoposta delle Tre Streghe Antenate; queste ultime mostrano a Bloom che il re di Domino è stato tramutato in roccia mentre cercava di estrarre la spada, pietrificata, restando così intrappolato fino ad ora.
Sky riesce ad estrapolare l'arma, poiché, con l'abdicazione del padre, è automaticamente diventato re, facendo avverare così la profezia, ma sviene. La giovane fata lotta contro le tre streghe, rischiando la vita; il fantasma di Daphne giunge da lei per soccorrerla e si fonde con la sorella, che, con la Fiamma del Drago e la luce della spada di Oritel brandita dal rinvenuto fidanzato, batte le tre streghe e distrugge il mondo di Obsidian. La vita del regno di Domino è stata restaurata; il re ed il suo popolo ritornano alla normalità. Marion, che era rimasta intrappolata nella spada per restare accanto ad Oritel, è libera. Bloom incontra i genitori naturali e, avendo salvato la propria patria, raggiunge il rango di Fata Guardiana.
Nel finale compaiono le Streghe antenate che, dopo la distruzione del mondo di Obsidian, sono state liberate dal loro esilio. Esse sono ora alla ricerca di nuovi corpi da possedere per vendicarsi: nello stesso momento dalla nebbia compaiono le Trix, che lanciano insieme alle Antenate una lugubre e malefica risata.

## Media

### Home video
Il film è stato distribuito in formato DVD da 01 Distribution il 2 febbraio 2008.

### Album
L'album con la colonna sonora del film è stato pubblicato la prima volta in anteprima il 13 novembre 2007, prima della distribuzione del film. Successivamente, nel febbraio del 2008, è stato pubblicato in edizione da edicola. Infine, il 27 novembre 2010, è stato pubblicato un ulteriore album con la colonna sonora del film, stavolta acquistabile su iTunes.
Il brano portante del film, All the Magic, è stato scritto ed interpretato da Natalie Imbruglia.
L'album include anche un brano in più Segui il ritmo, interpretato da Elisa Rosselli, che non viene utilizzato nel film

## Distribuzione internazionale
Il film è stato distribuito in circa 30 paesi oltre l'Italia.
| Paese       | Data             |
| ----------- | ---------------- |
| Italia      | 30 novembre 2007 |
| Turchia     | 22 febbraio 2008 |
| Slovacchia  | 28 febbraio 2008 |
| Ungheria    | 28 febbraio 2008 |
| Romania     | 29 febbraio 2008 |
| Portogallo  | 13 marzo 2008    |
| Belgio      | 26 marzo 2008    |
| Francia     | 2 aprile 2008    |
| Paesi Bassi | 16 aprile 2008   |
| Rep. Ceca   | 1º marzo 2008    |
| Israele     | 17 luglio 2008   |
| Germania    | 4 settembre 2008 |
| Singapore   | 20 novembre 2008 |
| Austria     | 21 novembre 2008 |
| Polonia     | 5 dicembre 2008  |
| Spagna      | 19 dicembre 2008 |
| Libano      | 5 novembre 2009  |
| Svezia      | 2 aprile 2010    |
| Finlandia   | 16 aprile 2010   |
| Norvegia    | 16 aprile 2010   |
| Danimarca   | 29 aprile 2010   |
| Grecia      | 9 settembre 2010 |

### Edizione italiana
Il doppiaggio del film è stato effettuato presso la SEFIT-CDC con la collaborazione della Technicolor Sound Services e curato da Tonino Accolla.

## Botteghino
Nella prima settimana di apertura, il film ha incassato 1.979.972 euro, diventando di fatto il film più visto del fine settimana. Inoltre si tratta della più grande apertura per un film di animazione italiano. Il film infatti ha avuto 420.000 spettatori distribuiti in 665 cinema. In totale ha incassato 4.620.651 euro.
Malgrado l'ingente investimento produttivo, la celebrità televisiva e la massiccia azione di marketing, non è riuscito a diventare il lungometraggio animato italiano più visto al cinema e non ha raggiunto i 5 milioni di euro, mentre nella stagione cinematografica 1998/1999 La gabbianella e il gatto di Enzo D'Alò ha superato i 12 miliardi di lire, ovvero circa 8 milioni di euro.

## Riconoscimenti
- 2008 - David di Donatello
  - Candidatura per i migliori effetti speciali visivi a Corrado Virgilio e Vincenzo Nisco